# Balkanoroncus boldorii
Balkanoroncus boldorii är en spindeldjursart som först beskrevs av Beier 1931.  Balkanoroncus boldorii ingår i släktet Balkanoroncus och familjen helplåtklokrypare. Inga underarter finns listade.